# Чизма (верхний приток Чусовой)
Чизма — река в Свердловской области, левый приток Чусовой. Истоки  в Лысьвенском городском округе Пермского края, примерно в 2 км на северо-восток от посёлка Рассолёнки. Впадает в Чусовую слева, в 202 км от её устья, на территории городского округа Нижний Тагил. Длина реки 23 км.
Основной приток — река Ключевая Чизма, впадает справа в 15 км от устья.

## Данные водного реестра
По данным государственного водного реестра России, река Чизма относится к Камскому бассейновому округу, речной бассейн — Кама, подбассейн — Кама до Куйбышевского водохранилища (без бассейнов рек Белой и Вятки), водохозяйственный участок — Чусовая от города Ревды до в/п посёлка Кын.
Код объекта в государственном водном реестре — 10010100612111100010829